# Dinkelsteine
Die Dinkelsteine sind eine Skulpturengruppe entlang des Flüsschens Dinkel.
Im Rahmen der ersten grenzüberschreitenden Landesgartenschau 2003 in Gronau (Westf.) (D) und Losser (NL) wurden Künstler aus den Niederlanden und Deutschland eingeladen, Entwürfe für Kunstwerke auf der Landesgartenschau 2003 einzureichen. Dieser Einladung waren circa 80 Künstler gefolgt, eine Jury wählte aus diesen eingereichten Entwürfen Einzel- und Gesamtprojekte aus, die in den nächsten Monaten realisiert wurden.
Gewählt und mit dem 2. Preis ausgezeichnet wurde das Konzept Dinkelsteine von Anke Engels aus Gronau, das dem der Künstlergruppe Form-Los aus Havixbeck sehr ähnlich war. Darum war es für die Künstler von Form-Los auch selbstverständlich, sich am Projekt der Dinkelsteine zu beteiligen. Der Entstehungsprozess der Skulpturen wurde dokumentiert und zeitnah im Internet veröffentlicht.
Es entstanden 13 Skulpturen aus Ibbenbürener Sandstein, die entlang der Dinkel über eine Strecke von 15 Kilometern installiert wurden. Die Arbeit an den Skulpturen konnte von Besuchern in Gronau-Epe und auf dem Gelände des Baumberger Sandsteinmuseum in Havixbeck beobachtet werden. Nach Abschluss der Landesgartenschau Gronau-Losser 2003 wurde der Skulpturenpfad noch durch zwei Skulpturen niederländischer Bildhauer auf dem Gebiet der Gemeinde Losser erweitert.

## Künstler
Direkt am Projekt beteiligte Künstler waren:
- Andreas Bös, Everswinkel
- Erich Büscher-Eilert, Horstmar
- Meester De Laat, Hengelo
- Bernward Erlenkötter, Coesfeld
- Mandir E. Tix, Lienen
- Andreas H. Groten, Ahaus
- Jochen Koeniger, Münster
- Peter Paul Medzech, Minden
- Kristian Niemann, Münster
- Mana Peter (geb. Oberland), Zirkow auf Rügen
- Wilfried Pinsdorf, Havixbeck (Form-Los)
- Sandra Silbernagel, Münster (Form-Los)
- Benedikt Surmund, Münster (Form-Los)